# 氹仔坊眾學校
氹仔坊眾學校（葡文：Escola Fong Chong da Taipa），是一所位於澳門氹仔的一所私立學校，始建於1966年。 